# Smarków (województwo świętokrzyskie)
Smarków – wieś w Polsce położona w województwie świętokrzyskim, w powiecie koneckim, w gminie Stąporków.
W latach 1975–1998 miejscowość administracyjnie należała do województwa kieleckiego.
| SIMC    | Nazwa     | Rodzaj     |
| ------- | --------- | ---------- |
| 0272081 | Bieduszki | przysiółek |

Wierni kościoła rzymskokatolickiego należą do parafii św. Mikołaja w Końskich.